# 刺核藤
刺核藤（学名：Pyrenacantha volubilis）为茶茱萸科刺核藤属下的一个种。